# Jürgen Kessel
Jürgen Kessel (ur. 5 września 1937 w Berlinie) – niemiecki siatkarz, uczestnik igrzysk olimpijskich, złoty medalista mistrzostw świata i pucharu świata.

## Życiorys
Kessel był w składzie reprezentacji Niemiec Wschodnich podczas igrzysk 1968 w Meksyku. Zagrał w sześciu z dziewięciu meczów olimpijskich, po których drużyna NRD z sześcioma zwycięstwami i trzema porażkami zajęła 4. miejsce. Tryumfował z reprezentacją na rozgrywanych w jego ojczyźnie pucharze świata 1969 oraz na mistrzostwach świata 1970 w Bułgarii.
Był zawodnikiem klubu SC Dynamo Berlin, z którym rozegrał 155 spotkań i zdobył mistrzostwa kraju 1961. Po zakończeniu kariery zawodniczej był trenerem w Berlinie, a po zjednoczeniu Niemiec pracował w Deutsche Post.